# 호세 마리아 올라사발

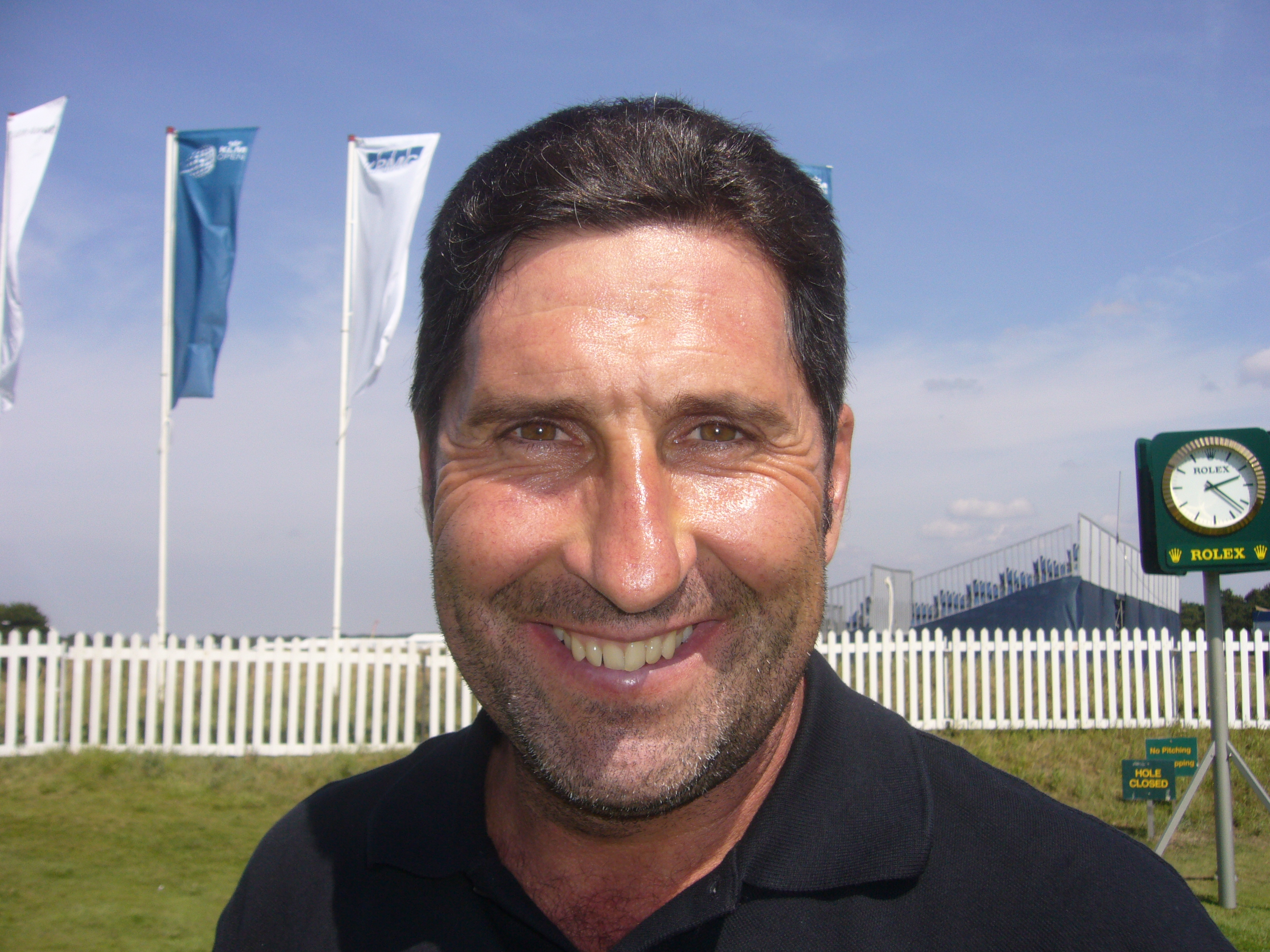
호세 마리아 올라사발

호세 마리아 올라사발(José María Olazábal, 1966년 2월 5일 ~ )은 스페인의 프로 골퍼이다. 1994년과 1999년 두 차례 마스터즈 토너먼트에서 우승했다. 유럽 PGA 투어에서 통산 21승, 미국 PGA 투어에서 마스터즈를 포함하여 6승을 하였다. 일본에서도 1989년과 1990년 두 차례 미쓰이 스미모토 VISA 태평양 마스터스 대회에서 2연패를 기록하고있다.